# Tyrone Booze
Tyrone Booze (ur. 12 lutego 1959 w Hartford, zm. 3 września 2022) – amerykański bokser, mistrz świata federacji WBO w wadze junior ciężkiej.
24 kwietnia 1984 w swoim debiucie pokonał na punkty Jimmy'ego Allena, 8 lutego 1985 zmierzył się z byłym mistrzem WBA w wadze półciężkiej Eddie Mustafa Muhammadem przegrywając jednogłośną decyzją. W kolejnym pojedynku 20 lipca 1985 przegrał na punkty z przyszłym niekwestionowanym mistrzem świata wagi junior ciężkiej oraz wagi ciężkiej Evanderem Holyfieldem, który dopiero rozpoczynał karierę bokserską i przed walką z Booze legitymował się rekordem (4-0). 26 sierpnia 1986 zmierzył się z Bertem Cooperem ulegając niejednogłośnie obrońcy pasa NABF. 15 lutego 1989 roku przegrał walkę z byłym mistrzem federacji WBC kategorii półciężkiej oraz federacji WBA w wadze junior ciężkiej Dwightem Qawi. 26 marca 1990 ponownie stanął do pojedynku gdzie stawką był pas NABF będący w posiadaniu Nate Millera przegrywając pojedynek na punkty. Po stoczeniu zwycięskiego pojedynku z mało wymagającym rywalem 15 lutego 1991 stanął do walki o pas WBO, który był w posiadaniu Magne Havnå ulegając norweskiemu mistrzowi niejednogłośną decyzją. Po rezygnacji Norwega z tytułu mistrzowskiego 25 lipca 1992 Brooze znokautował niepokonanego na zawodowych ringach angielskiego pięściarza Derka Angola zdobywając wakujący pas WBO. 2 października 1992 w swojej pierwszej obronie pokonał na punkty przyszłego mistrza WBO Ralfa Rocchigianiego. Pas mistrzowski stracił w swojej drugiej obronie przegrywając jednogłośnie z Markusem Bottem. Po stoczeniu jeszcze sześciu pojedynków Booze zakończył karierę w 1998 roku.